# Proacrisis orientalis
Proacrisis orientalis är en stekelart som beskrevs av Vladimir Ivanovich Tobias 1983. Proacrisis orientalis ingår i släktet Proacrisis och familjen bracksteklar. Inga underarter finns listade i Catalogue of Life.